# Брайс Девітт
Брайс Девітт (англ. Bryce Seligman DeWitt; при народженні — Карл Брайс Селігман (Carl Bryce Seligman); 8 січня 1923 Дінуба, Каліфорнія — 23 вересня 2004, Остін, Техас) — американський фізик-теоретик.

## Життєпис
Був четвертим сином сільського лікаря (батько) і лектора вищої школи (мати). Його дід, Еміль Зелігман, емігрував з Німеччини в Каліфорнію підлітком в 1875 році і після одруження перейшов з юдаїзму до методистської церкви. Сам Девітт виховувався в пресвітеріанстві. Він змінив ім'я на Брайса Селігмана ДеВітта в 1950 році після одруження на француженці Сесіль Девітт-Моретт, яка також є відомим вченим в галузі математичної і гравітаційної фізики. В молодості Девітт вчився в Гарвардському університеті, де отримав послідовно ступені бакалавра, магістра та доктора філософії в галузі фізики. Сам він називав себе учнем Швінгера. Потім він працював в Інституті перспективних досліджень, університеті Північної Кароліни в Чапел-Хілл і Техаському університеті в Остіні (найдовше — в останньому, з 1972 року і до самої смерті).